# John Shanks
John Shanks (New York, 18 dicembre 1961) è un produttore discografico e compositore statunitense.
Shanks, nato a New York, si trasferisce a 17 anni verso Los Angeles.
Nel 1988 inizia la carriera "pro" suonando la chitarra nella band di Melissa Etheridge per molti anni. I primi successi come compositore arrivano agli inizi del 1990, quando scrive per artisti come Bonnie Raitt, Joe Cocker e Tuck&Patti. Si riunisce nuovamente con la Etheridge nel 1995 co-scrivendo molti dei brani presenti in Your Little Secret e nel successivo Breakdown. Quest'ultimo riceve ben quattro nomination ai Grammy, fra le quali miglior canzone rock e migliore album rock.
Nel 2001, Shanks lavora con la giovane Michelle Branch. Insieme scrivono quattro canzoni per l'album The Spirit Room, incluso il primo singolo, Everywhere. Oltre che ai testi, John Lupardo si è occupato della produzione dell'intero album. Alla fine dello stesso anno, Shanks co-scrive insieme a Sheryl Crow il singolo Steve McQueen, pezzo presente all'interno dell'album C'mon, C'Mon (2002).
Fra gli artisti con cui ha lavorato: Anastacia, Miley Cyrus, Liz Phair, Eros Ramazzotti, i Take That, Alanis Morissette, Chris Isaak, Bon Jovi, Vertical Horizon, Stroke 9, Joe Cocker, Wille Hoge, Hilary Duff e Ashlee Simpson. Per quest'ultima è stato coautore di 12 brani, nonché produttore dell'album Autobiography (2004).
Fra i riconoscimenti più importanti di Shanks, c'è da segnalare il Grammy Award ricevuto nel febbraio 2005 quale produttore dell'anno nella categoria "Non-Classical" per il già menzionato Autobiography.
Nel 2005, oltre a produrre ed in parte aiutare a comporre il secondo album di Ashley Simpson I Am Me Shanks ha lavorato anche con il gruppo Backstreet Boys per l'album Never Gone e con il gruppo Bon Jovi in Have A Nice Day.Tutti gli album seguenti della band del New Jersey saranno prodotti da lui.
Dopo l'abbandono dei Bon Jovi da parte di Richie Sambora, oltre a ricoprire il ruolo di produttore per conto della band americana, prende parte al tour in supporto di This House Is Not for Sale in veste di chitarrista, assieme a Phil X, ed anche successivamente lo si trova stabilmente all'interno della formazione della band.
Nel 2019, Shanks collabora con la cantautrice italiana Elisa, per la quale produce il brano Soul, contenuto nell'album Diari aperti (Segreti svelati).

## Discografia

### Solista (parziale)
- 2001 - Don't Walk Away

### Con i Corrs
- 2015 – White Light
- 2017 – Jupiter Calling

### Collaborazioni
- 1994 - Well.... - Katy Sagall
- 1994 - You - Bonnie Ratt
- 1996 - Veiled - Leah Andreone
- 1998 - When We Were the New Boys - Rod Stewart
- 1999 - Screamin' for My Supper - Beth Hart